# 点接触型トランジスタ

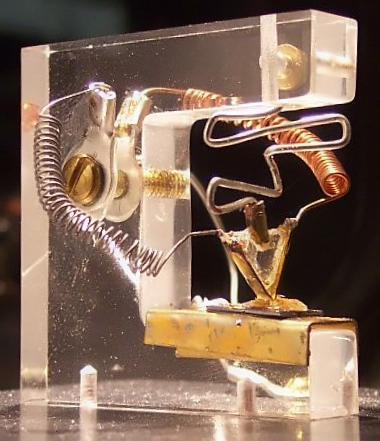
点接触トランジスタ

点接触トランジスタの模式図

点接触型トランジスタ（てんせっしょくがたトランジスタ、Point-contact transistor）は、最初期に製造されたトランジスタ。

## 概要
最初期に開発された半導体増幅素子で樹脂性の三角形の頂点に金属箔をつけて切り込みを入れてゲルマニウムの小片に押し付けた構造になっている。"点接触型"というのは後に"合金型"や"成長型"などの、接合型トランジスタが登場したことによるレトロニム。

## 開発に至る過程
1938年にベル研究所のウィリアム・ショックレーとA. Holdenは半導体増幅器の開発に着手した。最初のシリコン内のp–n接合は1941年頃にRussell Ohlによって発見された。1947年11月17日から1947年12月23日にかけてベル研究所でゲルマニウムのトランジスタの実験を試み、1947年12月16日に増幅作用が確認された。増幅作用の発見から1週間後の1947年12月23日がベル研究所の公式発明日となる。特許出願は、1948年2月26日にウェスタン・エレクトリック社によってジョン・バーディーンとウォルター・ブラッテンの名前で出願された。同年6月30日に新聞で発表された。この素子の名称はTransfer Resistorの略称で、社内で公募され、キャリアの注入でエミッターからコレクターへ電荷が移動する電流駆動型デバイスが入力と出力の間の転送（transfer）する抵抗（resistor）であることから、J.R.Pierseが「trans-sistor」としたことに由来する。

## 特徴
- 構造が単純
- 製造が比較的容易
- 特性のバラツキが大きく、品質管理が困難
- 高周波には適さない
- 振動に対して弱い

## 用途
初期のラジオやコンピュータなどに使用されたが、接合型トランジスタの普及により、短期間で廃れた。